# 岡山市立富山中学校
岡山市立富山中学校（おかやましりつとみやまちゅうがっこう）は、岡山県岡山市中区海吉（みよし）にある公立中学校。

## 沿革
- 1984年5月15日 - 岡山市議会分教委員会で岡山市立操南中学校より分離することが決定
- 1985年
  - 5月29日 - 造成工事が開始
  - 10月28日 - 校名決定
  - 12月4日 - 起工式挙行
  - 12月6日 - 校章図案決定
- 1986年
  - 2月15日 - 校歌作詞完成
  - 4月1日 - 岡山市立操南中学校から分離し開校。
  - 8月11日 - 校歌の作曲完成
  - 8月20日 -女子ハンドボール部全国大会ベスト8
- 1987年7月9日 - アメリカ合衆国の教育視察団が来訪（オハイオ州中学校長・副校長8名）
- 1988年8月23日 - 女子ハンドボール部中国大会で優勝、全国大会3位
- 1989年3月4日 - 中華人民共和国洛陽市より訪問団（7名）が学校視察のため来校
- 1991年
  - 6月18日 - 国連UNRWA職員一行教育視察で来校
  - 8月19日 - 女子ハンドボール部全国大会へ出場
  - 10月15日 - 昆虫の絵コンクールで全国優秀学校賞受賞
- 1992年
  - 6月12日 - 美術科全国大会会場となる
  - 8月 - 女子ハンドボール部全国大会出場
- 2001年
  - 4月1日 - 個別指導学級（知的障害）が設置される。
  - 8月26日 - 全日本ユースフットサル中国大会第3位
- 2002年4月1日 - 個別指導学級（情緒障害）が設置される
- 2016年10月21日 - 中華民国（台湾）の新北市立桃子脚中小学校の生徒（芸術専攻）が国際・芸術交流のため来校

## 部活動
部活動
- 卓球部
- バドミントン部
- バスケ部
- ソフトテニス部
- バレーボール部
- サッカー部
- 野球部
- 美術部
- 吹奏楽部

同好会は茶道がある。

## 学区
岡山市立富山小学校のみの校区を学区としている。具体的には以下の通り。
- 岡山市中区
  - 海吉
  - 福泊
  - 山崎
  - 円山
  - 湊

## 交通
- JR赤穂線 大多羅駅が最寄駅となっている。
- または、岡山駅あるいは天満屋バスセンターから
  - 両備バス東山経由西大寺行き「海吉」バス停下車徒歩7分程度

## 通学区域が隣接している学校
- 岡山市立操南中学校
- 岡山市立東山中学校
- 岡山市立操山中学校
- 岡山市立竜操中学校
- 岡山市立旭東中学校
- 岡山市立上南中学校